# Fabrizio Sceberras Testaferrata
Fabrizio Sceberras Testaferrata (Valeta, 1 de abril de 1757 - Senigallia, 3 de abril de 1843) foi um cardeal maltês.

## Biografia
Nasceu em 1 de abril de 1757, em Valeta, na Ilha de Malta. Era filho de Pasquale Sceberras Testaferrata e Lucrezia Dorell. Foi batizado em 3 de abril de 1757. Seu sobrenome também está listado como Testaferrata Scebarras, como Xeberras, como Sceberras e como Scriberras.
Estudou no Collegio Clementino, desde 1771 e na Universidade "La Sapienza", ambas em Roma, onde obteve um doutorado utroque iure em direito canônico e civil, em 26 de novembro de 1785.
Recebeu as insígnias clericais em 12 de setembro de 1768. Foi coadjutor do cânone de Ghar-Barca, 1770. Depois, em 15 de dezembro de 1785, foi nomeado Referendo dos Tribunais da Assinatura Apostólica da Justiça e da Graça. Na sequência, tornou-se Governador de Narni, em 8 de agosto de 1786 até 1790, quando doi nomeado Governador de Città di Castello, de 13 de agosto de 1790 até 1794 e, logo depois, Governador de Fano, 7 de março de 1794. Foi-lhe concedido o Crucem Aureaum Devotionis pelo grão-mestre da Ordem de Malta em 12 de dezembro de 1786. Nomeado Delegado apostólico em Camerino, 1800 e em Marche, em 26 de junho de 1801.

## Vida Religiosa
Foi ordenado padre em 1802. Em 20 de setembro desse mesmo ano, foi nomeado arcebispo-titular de Beirute, sendo sagrado bispo em 21 de dezembro pelo cardeal Giuseppe Maria Doria Pamphilj na Igreja de Santi Domenico e Sisto, tendo como co-sagrantes Benedetto Fenaja, C.M., arcebispo-titular de Philippi e Francesco Bertazzoli, arcebispo-titular de Edessa in Osrhoëne.
Foi nomeado Núncio apostólico na Suíça em 20 de setembro de 1803, onde permaneceu até 1816. Foi nomeado Secretário da Sagrada Congregação dos Bispos e Regulares, em 1815.
Criado cardeal in pectore no Consistório de 8 de março de 1816, teve seu nome publicado no Consistório de 6 de abril de 1818. Recebeu o chapéu vermelho em 9 de abril e o título de Santa Pudenciana em 25 de maio de 1818. Foi transferido para a Diocese de Senigallia em 6 de abril de 1818. Ele foi o primeiro cardeal maltês.
Morreu em 3 de agosto de 1843 em Senigallia e está exposto e enterrado na catedral de Senigallia.

## Conclaves
- Conclave de 1823: Participou do conclave que elegeu o Papa Leão XII.
- Conclave de 1829: Participou do conclave que elegeu o Papa Pio VIII.
- Conclave de 1830–1831: Participou do conclave que elegeu o Papa Gregório XVI.